# Rivers of Babylon (A Best of Collection)
Rivers of Babylon (A Best of Collection) è una raccolta dei Boney M., pubblicata nel 2008 dall'etichetta discografica Sony-BMG.
La raccolta include 14 tracce: tutti i precedenti singoli (molti di essi precedentemente non disponibili su CD) e due brani come tracce bonus, uscita nella serie A Best of Collection della Sony.
Nel Regno Unito il disco è stato pubblicato con il titolo di Rivers of Babylon: Presenting...Boney M. e con una copertina leggermente diversa.

## Tracce
1. Rivers of Babylon – 4:19
2. Ma Baker – 4:35
3. Daddy Cool – 3:27
4. Sunny – 4:02
5. Ribbons of Blue – 4:03
6. Somewhere in te World – 5:07
7. I See a Boat on the River – 4:41
8. Belfast – 3:30
9. I'm Born Again – 4:21
10. Consuela Biaz – 5:19
11. Hooray! Hooray! It's A Holi-Holiday – 3:55
12. Children of Paradise – 4:28
13. Gadda-Da-Vida (12" version) – 8:55 – Bonus track
14. Rasputin (12" version) – 7:32 – Bonus track

Durata totale: 68:14